# Loxosceles accepta
Loxosceles accepta is een spinnensoort in de taxonomische indeling van de vioolspinnen (Sicariidae).
Het dier behoort tot het geslacht Loxosceles. De wetenschappelijke naam van de soort werd voor het eerst geldig gepubliceerd in 1920 door Chamberlin. Loxosceles accepta is giftig. Ze komt in Peru voor.